# (18567) Segenthau
(18567) Segenthau est un astéroïde de la ceinture principale.

## Description
(18567) Segenthau est un astéroïde de la ceinture principale. Il fut découvert le 27 septembre 1997 à Heppenheim par l'observatoire de Starkenburg. Il présente une orbite caractérisée par un demi-grand axe de 2,78 UA, une excentricité de 0,07 et une inclinaison de 3,4° par rapport à l'écliptique.

## Compléments